# Wierzę piosence
Wierzę piosence – album polskiej piosenkarki Edyty Geppert. Wydawnictwo ukazało się 18 listopada 2002 roku nakładem wytwórni muzycznej Universal Music Polska.

## Lista utworów
Opracowano na podstawie materiału źródłowego.
1. "To się nie sprzeda Pani Geppert" (sł. J.Cygan, muz. W.Korcz)
2. "Nie wierzę piosence" (sł. B.Brok, muz. W.Szpilman)
3. "Nie wierz mi" (sł. M.Dagnan, muz. R.Candy)
4. "Cień księżyca" (sł. J.K.Siwek, muz. W.Korcz)
5. "Niewysłowiona" (sł. J.K.Siwek, muz. S.Krajewski)
6. "Pamiętna wycieczka" (sł. A.Łamtiugina, muz. W.Korcz)
7. "Zdradzonym i bezbronnym" (sł. M.Dagnan, muz. S.Krajewski)
8. "Dzień pierwszy" (sł. J.Nohavica, tł. R.Putzlacher-Buchta, muz. A.Rybiński)
9. "Niekochane dziewczyny" (sł. J.Has, muz. T.Woźniak)
10. "Jaka róża taki cierń" (sł. J.Cygan, muz. W.Korcz)
11. "Nie jest źle" (sł. E.Dąbała i M.Dagnan, muz. S.Krajewski)
12. "Jak to dobrze, że to tak" (sł. A.Bianusz, muz. R.Orłow)
13. "Nietutejsza" (sł. M.Dagnan, muz. A.Rybiński)
14. "Na Krakowskim czy w Nohant" (sł. W.Młynarski, muz. F.Chopin)